# Антонов, Виктор Васильевич (футболист)
Ви́ктор Васи́льевич Анто́нов (1 октября 1969, Павлодар, Казахская ССР, СССР) — советский и казахстанский футболист, нападающий, тренер и арбитр.

## Биография
Воспитанник павлодарского футбола. Первые тренеры — Е. Ш. Аблеев, В. А. Гализдра. Основную часть спортивной карьеры провел в родном клубе.
В чемпионате СССР забил 10 голов. В чемпионате Казахстана забил 85 голов. В Кубке Казахстана забил 10 голов. 2 гола забил в азиатских кубках и 3 — в кубке Содружества. Со 110 голами входит в «Клуб казахстанских бомбардиров».
Лучший бомбардир «Иртыша».

## Достижения

### Командные
- Чемпион Казахстана: 1993, 1997
- Серебряный призёр чемпионата Казахстана: 1994, 1996
- Бронзовый призёр чемпионата Казахстана: 1992, 1998
- Обладатель Кубка Казахстана: 1997/98

### Личные
- Лучший бомбардир чемпионата Казахстана: 1996 (21 гол)

## После окончания карьеры
Арбитр высшей национальной категории, представляет Павлодар.
Работает с молодёжным составом «Иртыша». Первый выпуск его воспитанников (1992 г. р.) многократных победителей и призёров Первенств РК, членов юношеской сборной Республики Казахстан состоялся в 2010 году. Пятеро из них выступают за дублирующий состав «Иртыша»: Гурбановский Иван, Волков Артём, Чапанов Салман, Аяганов Алибек, Кулатаев Дамир.